# Nobutaka Taguchi
Nobutaka Taguchi (Japón, 18 de junio de 1951) es un nadador japonés retirado especializado en pruebas de estilo braza, donde consiguió ser campeón olímpico en 1972 en los 100 metros.

## Carrera deportiva
En los Juegos Olímpicos de Múnich 1972 ganó la medalla de oro en los 100 metros braza, además consiguiendo batir el récord del mundo con 1:04.94 segundos, y el bronce en los 200 metros braza.
En el Campeonato Mundial de Natación de 1973 celebrado en Belgrado ganó dos medallas de bronce; en 100 y 200 metros braza; y dos años después, en el Campeonato Mundial de Natación de 1975 celebrado en Cali, Colombia, ganó la plata en los 100 metros braza.